# متلازمة انكسار نايميخن
متلازمة انكسار نايميخن اضطراب خلقي وراثي جسمي نادر يسبب عدم الاستقرار الصبغي (الكروموسومي)، ربما نتيجةً لعيب في ترميم الدنا المزدوج لموصل هوليداي و/أو آلية الالتحام المعتمدة على الاصطناع لترميم كسر السلاسل المزدوجة في الدنا.
يشفر جين إن بي إس 1 لبروتين (نيفرين) له وظيفتان رئيسيتان: (1) إيقاف دورة الخلية في طور التركيب، عندما تكون هناك أخطاء في دنا الخلية (2) التفاعل مع جين إف إيه إن سي دي 2 الذي ينشّط مسار بي آر سي إيه 1/بي آر سي إيه 2 لترميم الدنا. هذا ما يفسر سبب ارتفاع مستويات الإصابة بالسرطان عند وجود طفرات في جين إن بي إس 1.
يُنسب الاسم لمدينة نايميخن الهولندية، حيث وُصفت الحالة لأول مرة.
يملك معظم الأفراد الذين يعانون من متلازمة انكسار نايميخن أصول سلافية غربية، ويعيش العدد الأكبر منهم في بولندا.

## المظاهر السريرية
تتميز المتلازمة بصغر الرأس ومظهر مميز للوجه وقصر القامة ونقص المناعة والحساسية للإشعاع والاستعداد القوي للإصابة بالأورام اللمفاوية الخبيثة. سبب متلازمة انكسار نايميخن هو طفرة في جين إن بي إس 1. الأمر الذي لا يثير الدهشة، أن العديد من مظاهر المتلازمة تشبه مظاهر رنح وتوسع الشعيرات (إيه تي) وتسمى هذه المتلازمة أحيانًا متغاير إيه تي 1، إذ يتفاعل البروتين الطافر في رنح وتوسع الشعيرات، إيه تي إم، مع معقد إم آر إي 11/آر إيه دي 50/إن بي إس 1 (معقد إم آر إن). تشمل المتلازمات الأخرى ذات المظاهر السريرية المشابهة لمتلازمة انكسار نايميخن عوز بروتين إصلاح الحمض النووي وعوز سيرنونوس/إن إتش إي جاي 1.

## السبب
تحدث متلازمة انكسار نايميخن بسبب طفرة في جين إن بي إس 1، الموجود على الذراع الطويلة للكروموسوم البشري 8 والمنطقة 2 والعصابة 1. ينتقل المرض بوراثية جسمية متنحية. هذا يعني أن الجين المعيب المسؤول عن الاضطراب يقع على كروموسوم جسمي (الكروموسوم 8)، ويلزم نسختين من الجين المعيب (نسخة موروثة من كل من الوالدين) لكي يولد الأفراد مع هذا الاضطراب. يحمل والدا الفرد المصاب باضطراب صبغي جسمي متنحي نسخة واحدة من الجين المعيب، لكنهم لا يعانيان عادةً من أي علامات أو أعراض لهذا الاضطراب.
أظهر شقيقان بالغان، وكلاهما متغايرا الزيجوت لاثنين من الطفرات غير المنطقية في إن بي إس 1، حساسية خلوية للإشعاع وعدم الاستقرار الصبغي وعيوب في الخصوبة، دون وجود العيوب التنموية التي توجد عادةً لدى غيرهم من مرضى متلازمة انكسار نايميخن. تبين أن هذين الفردين يعانيان من عيوب في التأشيب المتماثل، وهي عملية تعمل على إصلاح كسور السلاسل المزدوجة بدقة، سواء في الخلايا الجسدية أو في أثناء الانقسام المنصف.

## العلاج
لا يوجد علاج لمتلازمة انكسار نايميخن. مع ذلك، بالنسبة للذين يعانون من نقص غاما غلوبولين الدم، يمكن بدء المعالجة بالغلوبيولين المناعي الوريدي. تعتبر المضادات الحيوية الوقائية بمثابة وسيلة للوقاية من التهابات المسالك البولية لأن المصابين بمتلازمة انكسار نايميخن غالبًا ما يعانون من تشوهات خلقية في الكلى. في علاج الأورام الخبيثة، لا يُستخدم العلاج بالأشعة أو العوامل المؤلكلة المضادة للورم أو الإيبيبودوفيلوتوكسينات، ولا يمكن استخدام الميثوتركسيت إلا بحذر. يجب أن تكون الجرعة محدودة. يمكن أيضًا أخذ عمليات زراعة نخاع العظام وزراعة الخلايا الجذعية المكونة للدم في الاعتبار في علاج متلازمة انكسار نايميخن. يوصى أيضًا بمكملات حاوية على فيتامين هـ. يمكن وضع تحويلة بطينية صفاقية لدى المرضى الذين يعانون من استسقاء الرأس، ويمكن أيضًا اللجوء إلى التدخل الجراحي لعلاج التشوهات الخلقية.

## المآل
ذكرت مراجعة أجريت عام 2000 أن متوسط العمر المتوقع انخفض بسبب الميل إلى الإصابة بالسرطان في وقت مبكر نسبيًا بالإضافة إلى الوفيات الناجمة عن الالتهابات المرتبطة بنقص المناعة.